# Колониал-Хайтс (Виргиния)
Колониал-Хайтс (англ. Colonial Heights) — независимый город (то есть не входящий в состав какого-либо округа) в штате Виргиния (США). Название означает «высоты, занятые Coloniels»[уточнить].

## История
В 1619 году Виргинская колония была разделена на четыре «города», и эти места стали частью Энрико-сити (Henrico Cittie). С 1620 года здесь начали селиться английские колонисты. После банкротства Лондонской компании Виргиния стала коронной колонией, и была разделена на восемь «графств»; в 1634 году эти места вошли в состав графства Энрико-шир (Henrico Shire), в 1643 году переименованного в округ Энрико (Henrico County). в 1749 году часть округа, лежащая южнее реки Джеймс, была выделена в отдельный округ Честерфилд.
Во время войны за независимость США в мае 1781 года французские войска маркиза де Ла Файета, известные как «Coloniels», в ходе наступления к югу от Ричмонда разместили на местных высотах артиллерию, чтобы обстреливать Питерсберг (в то время занятый британскими войсками под командованием Вильяма Филлипса) через реку Аппоматтокс. С того времени эти места известны как «Колониал-Хайтс» («высоты, занятые Coloniels»).
Во время гражданской войны в ходе осады Питерсберга в этих местах с июня по сентябрь 1864 года размещалась ставка генерала Ли.
В 1926 году Колониал-Хайтс стал инкорпорированным городом в составе округа Честерфилд. В 1948 году его статус был поднят с «town» до «city», и он был выделен из состава округа в независимый город.